# Хитоёси (княжество)
Княжество Хитоёси (яп. 人吉藩 Хитоёси-хан) — феодальное княжество (хан) в Японии периода Эдо (1585—1871). Хитоёси-хан располагался в провинции Хиго в регионе Кюсю.

## Краткая история
- Административный центр княжества: замок и город Хитоёси (современный город Хитоёси, префектура Кумамото).

- Доход хана:

1585—1871 годы — 22 тысячи коку риса
Княжество управлялось родом Сагара, который принадлежал к тодзама-даймё и имел статус правителя замка (城主). Главы рода имели право присутствовать в ивовой зале сёгуна.
В 1871 году Хитоёси-хан был ликвидирован. Территория княжества была включена в состав префектуры Кумамото.

## Даймё Хитоёси-хана
| №  | Имя             | Имя      | Годы правления | Годы жизни  | Примечания                                               |
| -- | --------------- | -------- | -------------- | ----------- | -------------------------------------------------------- |
| 1  | Сагара Нагацунэ | 相良長毎 | 1585 — 1636    | 1574 — 1636 | Сын Сагары Ёсихару (1544—1581), правителя провинции Хиго |
| 2  | Сагара Ёсихиро  | 相良頼寛 | 1636 — 1664    | 1601 — 1667 | Сын Сагары Нагацунэ                                      |
| 3  | Сагара Ёритака  | 相良頼喬 | 1664 — 1703    | 1641 — 1703 | Старший сын Сагары Ёсихиро                               |
| 4  | Сагара Ёритоми  | 相良頼福 | 1703 — 1712    | 1651 — 1720 | Старший сын Сагара Нагахидэ                              |
| 5  | Сагара Нагаоки  | 相良長興 | 1712 — 1721    | 1694 — 1734 | Старший сын Сагара Ёритоми                               |
| 6  | Сагара Нагаари  | 相良長存 | 1721 — 1738    | 1703 — 1738 | Пятый сын Сагары Ёритоми, младший брат предыдущего       |
| 7  | Сагара Нагаминэ | 相良頼峯 | 1738 — 1758    | 1735 — 1758 | Старший сын Сагара Нагаари                               |
| 8  | Сагара Ёрихиса  | 相良頼央 | 1758 — 1759    | 1737 — 1759 | Второй сын Сагара Нагаари, младший брат предыдущего      |
| 9  | Сагара Акинага  | 相良晃長 | 1759 — 1762    | 1752 — 1762 | Четвертый сын Акидзуки Танэми, приёмный сын последнего   |
| 10 | Сагара Ёрисада  | 相良頼完 | 1762 — 1767    | 1749 — 1767 | Сын Васиноо Такахиро                                     |
| 11 | Сагара Томимоти | 相良福将 | 1767 — 1769    | 1750 — 1769 | Третий сын Тооямы Томоаки                                |
| 12 | Сагара Нагахиро | 相良長寛 | 1769 — 1802    | 1752 — 1813 | Второй сын Икэды Мунемасы                                |
| 13 | Сагара Ёринори  | 相良頼徳 | 1802 — 1818    | 1774 — 1856 | Второй сын Сагары Нагахиро                               |
| 14 | Сагара Ёриюки   | 相良頼之 | 1818 — 1839    | 1798 — 1850 | Старший сын Сагары Ёринори                               |
| 15 | Сагара Нагакадо | 相良長福 | 1839 — 1855    | 1824 — 1855 | Старший сын Сагары Ёриюри                                |
| 16 | Сагара Ёримото  | 相良頼基 | 1855 — 1871    | 1841 — 1885 | Четвертый сын Сагары Ёриюки                              |